# Heikki Tandefelt
Karl Henrik Magnus (Heikki) Tandefelt, född 27 april 1882 i Sysmä, död 12 januari 1943 i Helsingfors, var en finländsk målare och grafiker. Han var 1904–1919 gift med Signe Tandefelt och far till Claus Tandefelt. 
Efter studier först i Helsingfors och sedan i Italien och Frankrike verkade Tandefelt 1911–1917 som lärare vid Finska konstföreningens ritskola och var 1918–1943 intendent vid Sveaborgs fästningsmuseum. Han gjorde sig känd som en skicklig porträtt- och landskapsmålare samt etsare. År 1915 gav han ut boken Hyvät ja huonot taiteilijat.